# اس‌اس امپایر کاپرفیلد
اس‌اس امپایر کاپرفیلد (به انگلیسی: SS Empire Copperfield) یک کشتی بود که طول آن ۴۰۱ فوت ۰ اینچ (۱۲۲٫۲۲ متر) بود. این کشتی در سال ۱۹۴۳ ساخته شد.